# La luciérnaga (cuento)
La Luciérnaga. Cuento de Haruki Murakami, incluido en "Sauce ciego, mujer dormida" en la versión no japonesa. El título original del cuento en japonés es "Hotaru".

## Trama
El cuento "La luciérnaga" no fue publicado directamente en Japón. El cuento describe la trama de la novela del autor Tokio blues (Norwegian Wood) (ノルウェーの森 Noruuei no mori) y es un resumen breve de ésta.